# Cannitello
Cannitello is een plaats (frazione) in de Italiaanse gemeente Villa San Giovanni, provincie Reggio Calabria, en telt ongeveer 3300 inwoners.